# Castello di Pescasseroli
Il castello di Pescasseroli, noto anche come castel Mancino, si trova a Pescasseroli (AQ), in Abruzzo. Di esso restano i ruderi del recinto e delle torri.

## Storia

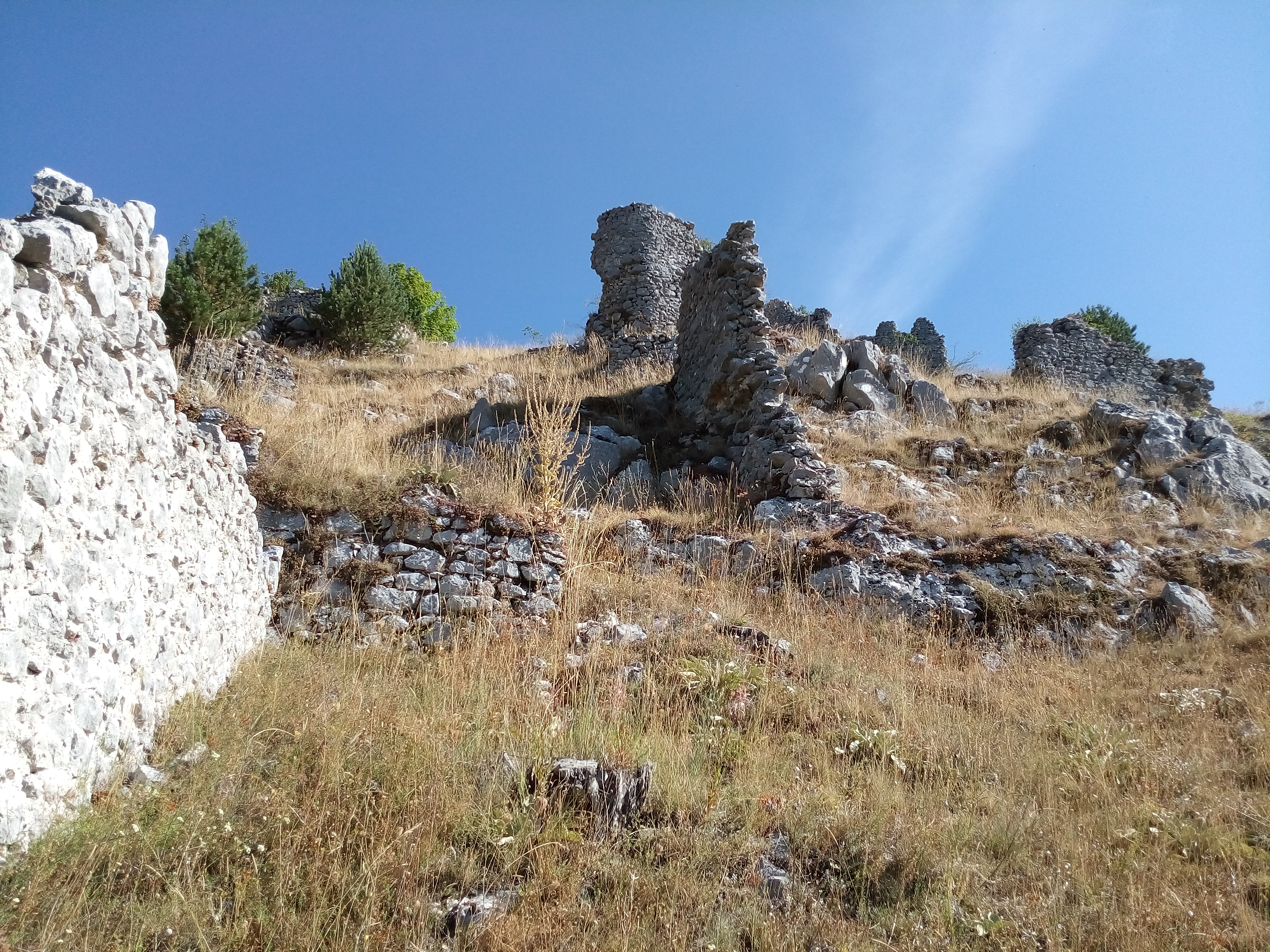
I ruderi del castello

La struttura militare venne edificata tra il X e l'XI secolo a oltre 1300 m s.l.m. dai Borrello, signori del feudo, per difendere la zona dalle incursioni barbariche. Intorno alla metà del XII secolo l'incastellamento passò sotto il controllo della famiglia Di Sangro, alla quale Carlo I d'Angiò confermò il possesso del feudo dopo la battaglia di Tagliacozzo del 1268. Qualche anno dopo, nel 1283, la famiglia D'Aquino subentrò al governo del castello di Pescasseroli e di Scanno, Castrovalva, dell'incastellamento di Opi, della quarta parte di Castel di Sangro e delle località di Collangelo, Iovana e Civitella.
Il castello venne progressivamente abbandonato in seguito a forti terremoti, in particolare a quello del 1456, e alle mutate condizioni socio-economiche a partire dal XIV secolo.
Intorno alla metà del XV secolo il feudo, unitamente al castello, passò ai D'Avalos che governarono fino al termine del secolo successivo quando i Di Sangro rientrarono in possesso dei territori. Dal 1630 in poi diverse famiglie nobili si alternarono nel possedimento feudale; l'ultima nobile casata a detenere il potere in zona fu la famiglia Massa di Sorrento fino all'eversione del feudalesimo del 1806.
Il castello-recinto fu chiamato Castel Mancino per la prima volta nel Novecento dal pastore-poeta Cesidio Gentile.

## Architettura
Il castello è situato tra i 1275 e i 1332 m s.l.m. sulla sommità dei Colli dell'Oro, nella località denominata Colle del Castello, a monte del nucleo urbano contemporaneo. Nel periodo di massima espansione esso presentava una torre-mastio di forma rettangolare e un'ampia e possente cinta muraria dotata di cinque torri di avvistamento. Il decadimento della struttura militare, amplificatosi nel corso del Seicento, ha condotto il castello di Pescasseroli allo stato di rudere.